# Обстріли Миколаївської сільської громади
Обстріли Миколаївської сільської громади — серія обстрілів та авіаударів російськими військами території та населених пунктів Миколаївської сільської територіальної громади Сумського району Сумської області в ході повномасштабного російського вторгнення в Україну.

## 2022

#### 18 липня
Майже о 7 годині ранку з реактивних систем залпового вогню росіяни обстріляли Миколаївську сільську громаду. Всього було зафіксовано 10 влучань, повідомив голова Сумської обласної військової адміністрації Дмитро Живицький. Внаслідок обстрілів постраждалих не було. За інформацією Східного регіонального управління ДПСУ, на усіх напрямках військові РФ застосовували БпЛА та засоби радіоелектронної боротьби.

#### 19 липня
Територію громади вдень після 12 години обстріляли село Яструбине з прикордонних територій з різних видів озброєння, зокрема, шість ракет класу «повітря-земля». Травмувалися двоє цивільних: у одного, і в другого — осколкові поранення. Була надана перша медична допомога за місцем і прийшла швидка, прооперовані у обласній лікарні. Однак, один, у тяжкому стані, перебував у реанімації. Пошкоджене приватне господарство.

### 23 липня
По території Миколаївської громади два ворожих літаки з території Росії випустили 10 некерованих авіаційних ракет.

## 2023

#### 07 грудня
З артилерії ворог ударив по Шалигинській (4 вибухи) і Миколаївській громадах (3 вибухи).

## 2024

#### 18 березня
«Протягом дня росіяни здійснили 50 обстрілів прикордонних територій та населених пунктів Сумської області. Зафіксовано 214 вибухів. Обстрілу зазнали Миколаївська, Миропільська, Юнаківська, Хотінська, Білопільська, Краснопільська, Великописарівська, Конотопська, Шалигинська, Есманська, Середино-Будська громади», - зазначено в повідомленні Сумської ОВА. Війська РФ здійснювали обстріли з артилерії, мінометів, авіації, танків і дронів-камікадзе типу «FPV».

#### 20 березня
На Миколаївську громаду агресори скинули 4 КАБи з літаків тактичної авіації.

#### 28 березня
У Миколаївській громаді відбулися артилерійський обстріл (5 вибухів) та обстріл із РСЗВ (10 вибухів).

#### 20 квітня
Ворог наніс ракетний удар (1 вибух).  Також росіяни вдарили з РСЗВ (24 вибухи).

#### 21 квітня
Найбільша кількість обстрілів із різних видів зброї була в таких громадах: Білопільській (44 вибухи), Есманьській (28 вибухів), Середино-Будській (28), Миколаївській (24 вибухи).

#### 23 квітня
Ворог вдарив з артилерії (15 вибухів), мінометів (2 вибухи) та здійснив атаку  ворожим дроном типу «FPV» (1 вибух).

#### 29 квітня
Зафіксовано атаку FPV-дрону (1 вибух).

#### 30 квітня
3 міни скинули росіяни на територію громади.

#### 4 травня
Миколаївська громада: здійснено атаку FPV-дрона (1 вибух).

#### 18 травня
"Протягом дня росіяни здійснили 46 обстрілів прикордонних територій та населених пунктів Сумської області. Зафіксовано 284 вибухи. Обстрілу зазнали Миколаївська, Хотінська, Юнаківська, Білопільська, Краснопільська, Великописарівська, Новослобідська, Есманьська, Шалигинська, Середино-Будська громади", - йдеться в повідомленні Сумської обласної військової адміністрації.

#### 20 травня
Протягом дня російські війська здійснили 48 обстріли прикордонних територій та населених пунктів Сумської області. Зафіксовано 243 вибухи. Обстрілів зазнали Садівська, Миколаївська, Хотінська, Юнаківська, Білопільська, Краснопільська, Миропільська, Великописарівська, Путивльська, Есманьська, Шалигинська, Середино-Будська, Свеська, Зноб-Новгородська громади, повідомляє Сумської обласна військова адміністрація.

### 2 червня
Зафіксовано артилерійські обстріли громади (2 вибухи).

### 3 червня
Був обстріл громади з артилерії (5 вибухів).

### 4 червня
Були артилерійські (2 вибухи) та мінометні обстріли громади (3 вибухи).

### 8 червня
Здійснено артилерійський обстріл громади (1 вибух) та атака FPV дроном (2 вибухи).

### 9 червня
По громаді завдано атаку FPV дроном (1 вибух) та артилерійські обстріли (7 вибухів).

### 10 червня
З території рф здійснено удари дронами-камікадзе типу «FPV» (4 вибухи).

### 17 червня
Ворог вдарив по громаді з артилерії (3 вибухи).

### 19 червня
Ворог завдав атаку по громаді FPV-дроном (1 вибух).

### 20 червня
Зафіксовано удари FPV-дронів (3 вибухи).

### 22 червня
По громаді здійснено удари дронів-FPV (2 вибухи).

### 27 червня
Росіяни били по громаді з артилерії (3 вибухи).

### 23 липня
ворог бив з артилерії (3 вибухи).

### 29 липня
З території рф здійснено атаку FPV дронами (2 вибухи).

### 5 серпня
Був авіаудар «КАБ» (2 вибухи).

### 13 серпня
Були авіаудари КАБ (4 вибухи).

### 24 серпня
Здійснено ракетний удар 1 (вибух).

### 25 серпня
По громаді здійснено авіаудар (КАБ) (1 вибух).

### 27 серпня
Ворог здійснив по громаді авіаудар КАБ (1 вибух).

### 28 серпня
З 16.40 до 17:40 год, застосовуючи заборонені міжнародним правом методи ведення війни, ворог завдав, за попередніми даними, ракетних ударів по цивільній інфраструктурі Миколаївської територіальної громади Сумського району. Унаслідок атаки окупантів поранено подружжя, яким по 62 роки, та 65-річного чоловіка. Прокурори у взаємодії з іншими правоохоронцями документують наслідки обстрілів. У подальшому матеріали кримінального провадження будуть направлені до Управління Служби безпеки України в Сумській області.

### 29 серпня
росіяни здійснили авіаудар по громаді - пуск авіабомб КАБ (2 вибухи), внаслідок чого поранені дві цивільні людини. 